# Жидовець
Жидовець — річка в Україні, у Долинському районі Івано-Франківської області, права притока Сукілі (басейн Дністра).

## Опис
Довжина річки приблизно  6км. Формується з багатьох безіменних струмків.

## Розташування
Бере початок у лісовому масиві на захід від села Гошів. Тече переважно на північний схід через заповідне урочище Надіїв і на північний схід від села Тисів впадає у річку Сукіль, ліву притоку Свічі.